# Lista de emissoras da Rede Meio
Esta é uma lista que contém as emissoras que retransmitem a programação da Rede Meio. Além disso, a lista contém ainda as operadoras de TV por assinatura que contam com o sinal da emissora em seu line-up e às antigas afiliadas da rede e suas respectivas afiliações atuais.

## Geradora
| Emissora | Cidade   | UF    | Canal  | Prefixo | Operada desde |
| -------- | -------- | ----- | ------ | ------- | ------------- |
| TV Meio  | Teresina | Piauí | 7 (22) | ZYA 655 | 2011          |

## Afiliadas

### Acre
| Grupo                              | Emissora | Cidade                        | Canal     | Prefixo | Afiliada desde |
| ---------------------------------- | -------- | ----------------------------- | --------- | ------- | -------------- |
| Sistema Acre Brasil de Comunicação | TVA      | Rio Branco / Senador Guiomard | 12.2 (44) | RTV     | 2023           |

### Amapá
| Grupo                       | Emissora  | Cidade | Canal  | Prefixo | Afiliada desde |
| --------------------------- | --------- | ------ | ------ | ------- | -------------- |
| Grupo Cidade de Comunicação | TV Cidade | Macapá | 2 (33) | RTV     | 2024           |

### Amazonas
| Grupo             | Emissora        | Cidade | Canal    | Prefixo | Afiliada desde |
| ----------------- | --------------- | ------ | -------- | ------- | -------------- |
| Rede Onda Digital | TV Onda Digital | Manaus | 8.2 (30) | RTV     | 2023           |

### Ceará
| Grupo                      | Emissora           | Cidade            | Canal | Prefixo | Afiliada desde |
| -------------------------- | ------------------ | ----------------- | ----- | ------- | -------------- |
| Grupo Café com Leitte Ltda | TV Café com Leitte | Juazeiro do Norte | 16    | RTV     | 2021           |

### Maranhão
| Grupo                                                               | Emissora                   | Cidade                    | Canal   | Prefixo | Afiliada desde |
| ------------------------------------------------------------------- | -------------------------- | ------------------------- | ------- | ------- | -------------- |
| Sistema WCS de Comunicação Ltda.                                    | TV Alternativa             | São Luís / Paço do Lumiar | 19      | RTV     | 2024           |
| —                                                                   | Maranhão TV                | Santa Rita                | 19.2    | RTV     | 2025           |
| —                                                                   | TV Meio Imperatriz         | Imperatriz                | 19      | RTV     | 2021           |
| —                                                                   | TVA                        | Açailândia                | 13 (45) | RTV     | 2020           |
| Sistema de Televisão Cerrado Ltda.                                  | TV Cerrado                 | Balsas                    | 21 (44) | RTV     | 2018           |
| TV Cidade Produções Ltda.                                           | TV Meio Santa Inês         | Santa Inês                | 33      | RTV     | 2024           |
| TV Cidade Produções Ltda.                                           | TV Nova Cidade             | São Mateus do Maranhão    | 45      | —       | 2023           |
| Fundação para Preservação da Fauna e da Flora da Chapada do Araripe | TV Jitirana                | Barra do Corda            | 5 (24)  | RTV     | 2021           |
| Sistema de Comunicações L. Martins Ltda.                            | TV São Bento               | São Bento                 | 40      | RTV     | 2023           |
| Sistema Maranhão Norte de Telecomunicações Ltda.                    | TV Conecta Barão de Grajaú | Barão de Grajaú           | 11 (51) | RTV     | 2025           |

### Mato Grosso
| Grupo                              | Emissora       | Cidade | Canal | Prefixo | Afiliada desde |
| ---------------------------------- | -------------- | ------ | ----- | ------- | -------------- |
| Rede Mundial Rádio Televisão Ltda. | TV Mato Grosso | Cuiabá | 27    | RTV     | 2024           |

### Minas Gerais
| Grupo                        | Emissora | Cidade                   | Canal (TV por assinatura)                           | Afiliada desde |
| ---------------------------- | -------- | ------------------------ | --------------------------------------------------- | -------------- |
| Sistema Líder de Comunicação | Líder TV | São Sebastião do Paraíso | 41 (NetSpeed TV) / 43 (MilBR TV) / 1033 (Fale Mais) | 2024           |

### Pará
| Grupo                        | Emissora | Cidade   | Canal   | Prefixo | Afiliada desde |
| ---------------------------- | -------- | -------- | ------- | ------- | -------------- |
| Grupo Rauland                | TV One   | Belém    | 15 (14) | RTV     | 2020           |
| Organizações Nivaldo Pereira | NITV     | Alenquer | 20 (38) | RTV     | 2025           |

### Pernambuco
| Grupo                                                               | Emissora            | Cidade    | Canal | Prefixo | Afiliada desde |
| ------------------------------------------------------------------- | ------------------- | --------- | ----- | ------- | -------------- |
| Fundação para Preservação da Fauna e da Flora da Chapada do Araripe | TV Ativa do Araripe | Araripina | 27    | —       | 2024           |

### Rondônia
| Grupo                                | Emissora         | Cidade      | Canal   | Prefixo | Afiliada desde |
| ------------------------------------ | ---------------- | ----------- | ------- | ------- | -------------- |
| Sistema Nativa de Comunicações Ltda. | Rondoniaovivo TV | Porto Velho | 10 (33) | RTV     | 2025           |

### Santa Catarina
| Grupo                                   | Emissora   | Cidade  | Canal (TV por assinatura) | Afiliada desde |
| --------------------------------------- | ---------- | ------- | ------------------------- | -------------- |
| Empresa Brusquense de Comunicação Ltda. | TV Brusque | Brusque | 21 e 521 (Claro TV+)      | 2024           |

### São Paulo
| Grupo                         | Emissora       | Cidade | Canal (TV por assinatura)                                                                      | Afiliada desde |
| ----------------------------- | -------------- | ------ | ---------------------------------------------------------------------------------------------- | -------------- |
| Rede Metrópole de Comunicação | Rede Metrópole | Assis  | 31 e 311 (Nova Costa) / 53 (IT TV) / 116 (EasyTV) / 306 (Telecab) / 680 (Olé TV) / 804 (CDNTV) | 2020           |

### Tocantins
| Grupo                                       | Emissora       | Cidade         | Canal   | Prefixo | Afiliada desde |
| ------------------------------------------- | -------------- | -------------- | ------- | ------- | -------------- |
| —                                           | TV Meio Palmas | Palmas         | 12 (26) | RTV     | 2024           |
| SB Empreendimentos de Comunicação S/C Ltda. | TV Cidade      | Araguaína      | 12 (27) | RTV     | 2023           |
| Sistema Timon De Radiodifusao Ltda.         | TV Nacional    | Porto Nacional | 29      | RTV     | 2018           |

## Retransmissoras

### Bahia
| Cidade            | Canal       |
| ----------------- | ----------- |
| Lafaiete Coutinho | 5 (33 UHF)  |
| Sento Sé          | 11 (33 UHF) |

### Ceará
| Cidade            | Canal                     |
| ----------------- | ------------------------- |
| Beberibe          | 40 UHF (em implantação)   |
| Boa Viagem        | 16 UHF (em implantação)   |
| Fortaleza         | 18 (22 UHF)               |
| General Sampaio   | 7 (14 UHF)                |
| Limoeiro do Norte | 31 UHF (em implantação)   |
| Mauriti           | 14 UHF (em implantação)   |
| Pacajus           | 40 UHF (em implantação)   |
| Pacatuba          | 20 UHF (em implantação)   |
| Pentecoste        | 4 (19 UHF) em implantação |

### Maranhão
| Cidade                  | Canal                      |
| ----------------------- | -------------------------- |
| Alto Alegre do Maranhão | 22 (14 UHF) em implantação |
| Araioses                | 9 (21 UHF)                 |
| Lago da Pedra           | 21 UHF (em implantação)    |
| Miranda do Norte        | 19 UHF (em implantação)    |
| Paraibano               | 14 UHF (em implantação)    |
| Pindaré-Mirim           | 21 UHF                     |

### Pernambuco
| Cidade | Canal                      |
| ------ | -------------------------- |
| Escada | 33 (41 UHF) em implantação |

### Rondônia
| Cidade         | Canal  |
| -------------- | ------ |
| Ji-Paraná      | 33 UHF |
| Rolim de Moura | 37 UHF |

## Via satélite

### Digital
| Satélite     | Posição   | Faixa de freqüência | Freqüência | Polarização | Taxa de símbolos | Áudio   | Vídeo   | PCR     | FEC | Operadora       | Canal virtual | Notas                           |
| ------------ | --------- | ------------------- | ---------- | ----------- | ---------------- | ------- | ------- | ------- | --- | --------------- | ------------- | ------------------------------- |
| Express AM8  | 14º Oeste | Banda C             | 4072 MHz   | Esquerda    | 4166 Ksps        | 388/389 | 139/140 | 139/140 | 2/3 | N/A             | N/A           | [ 6 ]                           |
| Star One D2  | 70º Oeste | Banda Ku            | 11780 MHz  | Horizontal  | 29900 Ksps       | 3011    | 3001    | 3001    | 2/3 | SAT HD Regional | 125           | [ 7 ] [ 8 ] [ 9 ] [ 10 ] [ 11 ] |
| Sky Brasil-1 | 43º Oeste | Banda Ku            | 11422 MHz  | Vertical    | 30000 Ksps       | 4261    | 4260    | 4260    | 2/3 | Nova Parabólica | 29            | [ 12 ] [ 13 ] [ 14 ]            |

## TV por assinatura
| Operadora | Canal                                         |
| --------- | --------------------------------------------- |
| Brisanet  | 135                                           |
| Claro TV  | Fibra: 20 / 520 HD (Teresina) 188 (Fortaleza) |
| TCM       | 26                                            |
| TVAC      | 56 (Tietê)                                    |

## Antigas afiliadas
| Emissora                       | Cidade                 | UF | Canal              | Situação/afiliação atual                | Período de afiliação |
| ------------------------------ | ---------------------- | -- | ------------------ | --------------------------------------- | -------------------- |
| TV Goiânia                     | Goiânia                | GO | 11                 | Canal UOL                               | 2024–2025            |
| TV do Povo                     | Porto Velho            | RO | 29                 | Hoje emissora independente              | 2014–2025            |
| TV Colinas                     | Colinas do Tocantins   | TO | 10                 | Hoje TV Norte Colinas, afiliada ao SBT  | 2021-2025            |
| TV Peixoto                     | Peixoto de Azevedo     | MT | 35                 | TV A Crítica                            | 2024                 |
| SIC TV Pará                    | Parauapebas            | PA | 10                 | TV A Crítica                            | 2024                 |
| Extremo Norte TV               | Caracaraí              | RR | 12 (19)            | Extinta                                 | 2019 - 2024          |
| TVM Mossoró                    | Mossoró                | RN | ??                 | Hoje TV Gazeta RN, Afiliada à TV Gazeta | 2024                 |
| TV Miracema                    | Miracema do Tocantins  | TO | 19                 | Hoje emissora independente              | 2016–2024            |
| TV Meio Norte Maranhão         | São Luís               | MA | 28                 | Extinta                                 | 2014–2024            |
| TV Meio Norte Pedreiras        | Pedreiras              | MA | 13                 | Extinta                                 | 2022–2023            |
| TV Buriti                      | Buriti Bravo           | MA | 11                 | Hoje TV Médio Sertão, afiliada ao SBT   | 2011-2023            |
| Rede MN Tocantins              | Araguaína              | TO | 14                 | Extinta                                 | 2020–2023            |
| TV Cidade                      | Bom Jesus das Selvas   | MA | 17                 | Extinta                                 | 2020–2023            |
| TV Amazonas                    | São Mateus do Maranhão | MA | 14                 | Extinta                                 | 2016-2023            |
| TV Meio Norte Presidente Dutra | Presidente Dutra       | MA | 31                 | Extinta                                 | 2019–2023            |
| TV Tuntum                      | Tuntum                 | MA | 8                  | Extinta                                 | ????-2023            |
| TV Matões                      | Matões                 | MA | 9                  | Extinta                                 | 2011–2023            |
| TV Quinari                     | Senador Guiomard       | AC | 25                 | Extinta                                 | 2019–2022            |
| TV Paraíso                     | Pinheiro               | MA | 7                  | TV Cultura                              | 2021–2022            |
| TV Codó                        | Codó                   | MA | 13                 | Hoje TV Liberdade, afiliada à RedeTV!   | 2011–2021            |
| TV Aratins                     | Araguaína              | TO | 8 (43)             | Extinta                                 | 2019–2020            |
| TV Pio XII                     | Pio XII                | MA | 31                 | Extinta                                 | 2015–2020            |
| TV Tiradentes                  | Manaus                 | AM | 20 (19)            | Hoje emissora independente              | 2020                 |
| Canal 22                       | Frei Paulo             | SE | 22 (36)            | Extinta                                 | 2020                 |
| SIS Brasil                     | Rolim de Moura         | RO | 33                 | TV Cultura                              | 2019–2020            |
| TV Meio Norte Tocantins        | Palmas                 | TO | 38                 | Extinta                                 | 2019                 |
| TV Nova Era                    | Colinas                | MA | 7                  | Band                                    | 2018–2019            |
| TV Maracu                      | Viana                  | MA | 11                 | Record                                  | 2016–2019            |
| TV Rio Flores                  | Presidente Dutra       | MA | 16                 | Band                                    | 2015–2019            |
| TV Bacabal                     | Bacabal                | MA | 9                  | RedeTV!                                 | 2013–2019            |
| TV Guanaré                     | Caxias                 | MA | 22                 | Hoje TV Guará, afiliada à RedeTV!       | 2018                 |
| Canal 19                       | Teresina               | PI | 19                 | Hoje TV Jornal, afiliada à TV Cultura   | 2013; 2018–2019      |
| TV Turismo                     | Caldas Novas           | GO | 23                 | Extinta                                 | 2016–2018            |
| TV Meio Norte RN               | Natal                  | RN | 136 (Cabo Telecom) | Extinta                                 | 2017-2018            |
| TV Costa Norte                 | Parnaíba               | PI | 4                  | TV Cultura                              | 2005–2018            |
| TV Lago Verde                  | Lago Verde             | MA | 24                 | SBT                                     | 2015–2017            |